# San Salvatore delle Milizie
San Salvatore delle Milizie , conhecida também como San Salvatore de Militiis, era uma igreja de Roma localizada na Salita del Grillo (nº 17-21), no rione Monti. Demolida no século XVI, era dedicada a Jesus Cristo sob o título de "Salvador".

## História
O primeiro registro desta pequena igreja paroquial é o Catalogo di Cencio Camerario, de 1192. Ela aparece ainda no mapas de Roma produzidos por Bufalini em 1551 e Tempestini em 1593. Evidências posteriores, porém, são anacrônicas, pois a igreja foi fechada em 1577. Uma bula do papa Gregório XIII detalha as circunstâncias: a estrutura estava em ruínas e o último sacerdote encarregado da paróquia concordou que ela fosse fundida com a de Santi Quirico e Giulitta, nas imediações.
Segundo uma fonte citada por Martinelli no século XVII, a igreja desconsagrada passou, inicialmente, para as freiras de Santi Domenico e Sisto. Porém, antes do final do século, elas venderam a propriedade para um veneziano chamado Achille Venier. Ele demoliu grande parte da igreja e, aparentemente, manteve apenas o campanário e parte da fachada, que tinha um afresco de Cristo, e construiu uma residência no local, a Casa Venier. Esta também foi reconstruída no século XVIII, o que levou à destruição das ruínas que ainda sobreviviam desenterradas.
Apesar disto, restos da igreja sobreviveram no porão dos edifícios que foram construídos no local e eles foram escavados em 1886. Infelizmente, os afrescos descobertos não foram adequadamente preservados e acabaram se deteriorando. Em 1990, o porão do número 21 se tornou o "Polmone Pulsante", o estúdio do famoso artista Saverio Ungheri, que completou 90 anos em 2016.

## Descrição
O mapa de Bufalini mostra uma igreja minúscula com um plano basilical, com uma nave com quatro capelas laterais, corredores e arcadas. A escavação de 1886 revelou que a igreja foi construída re-utilizando fundações mais antigas de difícil interpretação por causa do diminuto espaço escavado. 
Os fragmentos do afresco que sobreviveram compreendem cinco áreas diferentes de gesso que compõem uma cena numa parede acima de um arco. No conjunto eles mostram duas figuras em pé, infelizmente com as cabeças perdidas, uma das quais está vestida provavelmente numa veste dalmática ou na de um diácono. Abaixo das figuras estã uma faixa vermelha com uma inscrição muito deteriorada em branco na qual se lê "..ot ..ptuoam..ego be..pinge..". Segundo Christian Hülsen, o significado seria "Pro tuo amore, ego Beno de Rapiza pingere feci", o que dataria o afresco no século XI, uma obra de Benno de Rapiza, que executou os afrescos de San Clemente e Santi Sette Dormienti, mas as evidências são muito parcas.